# Trieste Tuffi
La Trieste Tuffi è un'associazione sportiva dilettantistica iscritta alla Federazione Italiana Nuoto che opera a Trieste dal 2004. Opera sia sotto l'aspetto dell'attività giovanile, sia in quello più prettamente agonistico, con oltre sessanta giovani seguiti da vari allenatori.
Dal lato agonistico la società ha vinto sei scudetti totali nel campionato italiano (di cui cinque nel femminile e uno assoluto), 83 titoli individuali assoluti e di categoria, con atleti e tecnici che hanno preso parte a olimpiadi, campionati mondiali e europei.
Il presidente della società in carica è Fulvio Belsasso.